# Koloko (departamento)
Koloko é um departamento ou comuna da província de Kénédougou no Burkina Faso. A sua capital é Koloko.
Em 1 de julho de 2018 tinha uma população estimada em 28509 habitantes.